# André Renaudin (dirigeant d'entreprise)
Cet article concerne le dirigeant français du secteur de l’assurance. Pour l'écrivain et journaliste français, voir André Renaudin.
Pour les articles homonymes, voir Renaudin.
André Renaudin, né le 9 décembre 1955, à Vincennes dans le Val-de-Marne, est un dirigeant français du secteur de l’assurance. Il a été directeur général d’AG2R La Mondiale de 2008 à fin avril 2022. 

## Biographie

### Formation
André Renaudin suit une formation à l’École polytechnique dont il obtient le diplôme en 1976. Après de premières expériences professionnelles, il poursuit ses études à l’Institut d'études politiques de Paris (IEP), promotion 1991, puis il intègre l’Institut d’études actuarielles.

### Carrière
André Renaudin effectue toute sa carrière professionnelle dans le secteur de l’assurance. En 1979, il débute comme commissaire-contrôleur à la Direction des assurances, au sein du Ministère de l’économie, des finances et du budget. En 1984, il rejoint le cabinet de Pierre Bérégovoy alors Ministre de l'économie, en qualité de conseiller assurance. En 1986, il devient directeur commercial des assurances Rhin et Moselle-Vie, avant d’être nommé, en 1987, directeur du développement à la Caisse centrale de réassurance. L’année suivante, il retrouve Pierre Bérégovoy, au Ministère de l’économie, des finances et du budget, en tant que conseiller technique, chargé du secteur de l’assurance.
En 1990, il rejoint le monde de l’entreprise en qualité de directeur de l'international des Assurances Générales de France (connu sous le sigle AGF, devenu Allianz France depuis 2009). Il se voit confier, en 1998, le poste de délégué général du Groupement des assurances de personnes (GAP) à la Fédération française des sociétés d'assurances (FFSA). Il devient délégué général adjoint puis délégué général de la Fédération française des sociétés d'assurances de 2000 à 2004.
En 2005, Patrick Peugeot, président de La Mondiale, lui propose de le rejoindre en tant que conseiller avec pour objectif qu’il lui succède à terme. Il devient alors président du conseil d'administration de La Mondiale. Il est le principal artisan du rapprochement entre le groupe paritaire de protection sociale (AG2R) et la mutuelle d’assurance vie (La Mondiale) en 2007 dont il devient le directeur général. 
Dans le début de son mandat au sein de SGAM AG2R La Mondiale, il mène à bien la fusion de nombreuses fonctions supports réunies au sein de directions communes transverses (systèmes d’information, ressources humaines, réseau commercial). Il procède ensuite aux rapprochements avec Prémalliance (2012), ViaSanté (2014), Réunica (2015) et Matmut (2018).
Depuis janvier 2019, André Renaudin est directeur général d’AG2R La Mondiale Matmut puis redevient directeur général d'AG2R la Mondiale fin 2019 . Il quitte ses fonctions le 1er mai 2022 et poursuit son mandat de président du conseil d’administration de La Mondiale.
En septembre 2024, André Renaudin intègre le Conseil de Surveillance du courtier grossiste Entoria à Levallois-Perret. 

## Mandats
- Président de la Réunion des organismes d'assurance mutuelle (ROAM) depuis 2014, réélu en mars 2016[18], réélu en juin 2020[19].

## Distinctions
- 2011 :  Officier de l'ordre national du Mérite[20]
- 2014 : Élu "Assureur de l’année" par le Club des Assureurs[21].
- 2016 :  Officier de la Légion d'honneur[22]